# Ballistic, Sadistic
Ballistic, Sadistic es el décimo séptimo álbum de la banda de thrash metal Annihilator.
| Canción              | Duración |
| -------------------- | -------- |
| Armed To The Teeth   | 4:26     |
| The Attitude         | 4:02     |
| Psycho Ward          | 4:39     |
| I Am Warfare         | 4:47     |
| Out With The Garbage | 4:27     |
| Dressed Up For Evil  | 4:41     |
| Riot                 | 3:46     |
| One Wrong Move       | 4:36     |
| Lip Service          | 5:48     |
| The End Of The Lie   | 4:16     |

- Datos: Q94494049